# Spilarctia longiramia
Spilarctia longiramia là một loài bướm đêm thuộc phân họ Arctiinae, họ Erebidae.